# Loodsbaarzen
Loodsbaarzen (Kyphosidae) zijn een familie van straalvinnige vissen uit de orde van Baarsachtigen (Perciformes).

## Geslachten
- Atypichthys Günther, 1860
- Bathystethus Gill, 1893
- Doydixodon Valenciennes, 1846
- Girella Gray, 1835
- Graus Philippi, 1887
- Hermosilla Jenkins & Evermann, 1889
- Kyphosus Lacépède, 1801
- Labracoglossa Peters, 1866
- Medialuna Jordan & Fesler, 1893
- Microcanthus Swainson, 1839
- Neatypus Waite, 1905
- Neoscorpis Smith, 1931
- Scorpis Valenciennes, 1832
- Sectator Jordan & Fesler, 1893
- Tilodon Thominot, 1881